# Галлямов, Антон Закиевич
Антон (Анвар) Закиевич Галлямов (род. 31 января 1976, Челябинск) — российский хоккеист.

## Биография
В шесть лет начал заниматься под руководством В. М. Перегудова на стадионе ЧТЗ, затем тренировался в школе «Трактора» у В. Шабунина и Ю. Могильникова. Дебютировал за «Трактор» 25 ноября 1992 года в домашнем матче МХЛ против «Автомобилиста» Екатеринбург (6:1). Следующий — по собственным словам — неудачный сезон провёл в «Мечеле» и попросился в «УралАЗ», где отыграл сезон 1994/95; в конце сезона играл за «Мечел» и «Трактор», за который выступал до 2001 года. В дальнейшем играл за «Сталь» Аша (2001/02, 2004/05 — 2006/07) и «Кедр» Новоуральск (2002/03).
Серебряный призёр второй лиги (регион «Урал-Западная Сибирь», 2003/04, 2005/06). Победитель второй лиги (регион «Урал-Западная Сибирь», 2006/07).